# Cephalocyclus luteolus
Cephalocyclus luteolus är en skalbaggsart som beskrevs av Horn 1887. Cephalocyclus luteolus ingår i släktet Cephalocyclus och familjen Aphodiidae. Inga underarter finns listade.